# 둥지냉면
둥지냉면(영어: Doongji Cold Noodles)은 농심에서 냉면 산업화 프로젝트를 통해 2008년 5월 5일에 출시한 1인식 상온 냉면이다. 제품 종류는 물냉면과 비빔냉면이 있다.

## 특징
기존 냉장면 위주로 유통되던 가정용 냉면 시장에서 일반 상온에서 유통할 수 있도록 한 제면기술로 제품화하였다. 상온에서 휴대가 가능해 캠핑, 여행객들에게도 좋은 간식거리가 될 수 있다. 둥지냉면의 면발은 새둥지처럼 말아 바람에 그대로 말린 건면 형태이다. 농심이 개발한 네스팅(Nesting) 공법을 적용했다. 네스팅 공법이란 이탈리아의 파스타 제조 기술과 농심의 면 제조 노하우를 결합한 것으로 면을 튀기지 않고 바람에 말리는 기술이다.
인공적인 맛이 아닌 동치미 육수 원재료의 맛과 저온에서 7일 동안 숙성시킨 비빔장 맛의 장점을 살려, 대한민국 면류 시장에서 보통의 비빔면, 냉장냉면과 차별화를 하고 있다. 둥지 비빔냉면의 비빔장은 홍고추를 갈아서 만든 장에 아카시아 벌꿀과 발효 사과 농축액을 넣어 시원하면서도 매콤달콤한 맛을 낸다. 냉면 국물은 배와 무를 넣은 시원한 동치미 육수로 깔끔한 뒷맛을 구현했다. 여기에 무와 오이 고명을 넣어 아삭아삭 씹는 맛을 느낄 수 있다. 국내산 다시마 분말을 넣어 면 식감과 국물의 깊은 맛을 살렸으며, 고소하면서도 쫄깃한 북어 고명을 넣어 비빔냉면의 깊은 맛을 살렸다.
대한민국에서의 가격은 1000원대이다. 대한민국의 식품안전기준을 지키고 있으며, HACCP 지정을 받은 '농심 녹산 공장'에서 생산 중이다. 매출이 계절의 영향을 받는 제품으로 겨울에 비해 여름의 매출이 2배 이상 오른다.
2010년, 둥지냉면의 가정용 인스턴트 냉면 판매시장의 25%를 점유하고 있는 것으로 나타났다.

## 제품
둥지냉면 - 동치미 물냉면
2008년 5월 5일에 출시한 인스턴트 물냉면 제품이다.

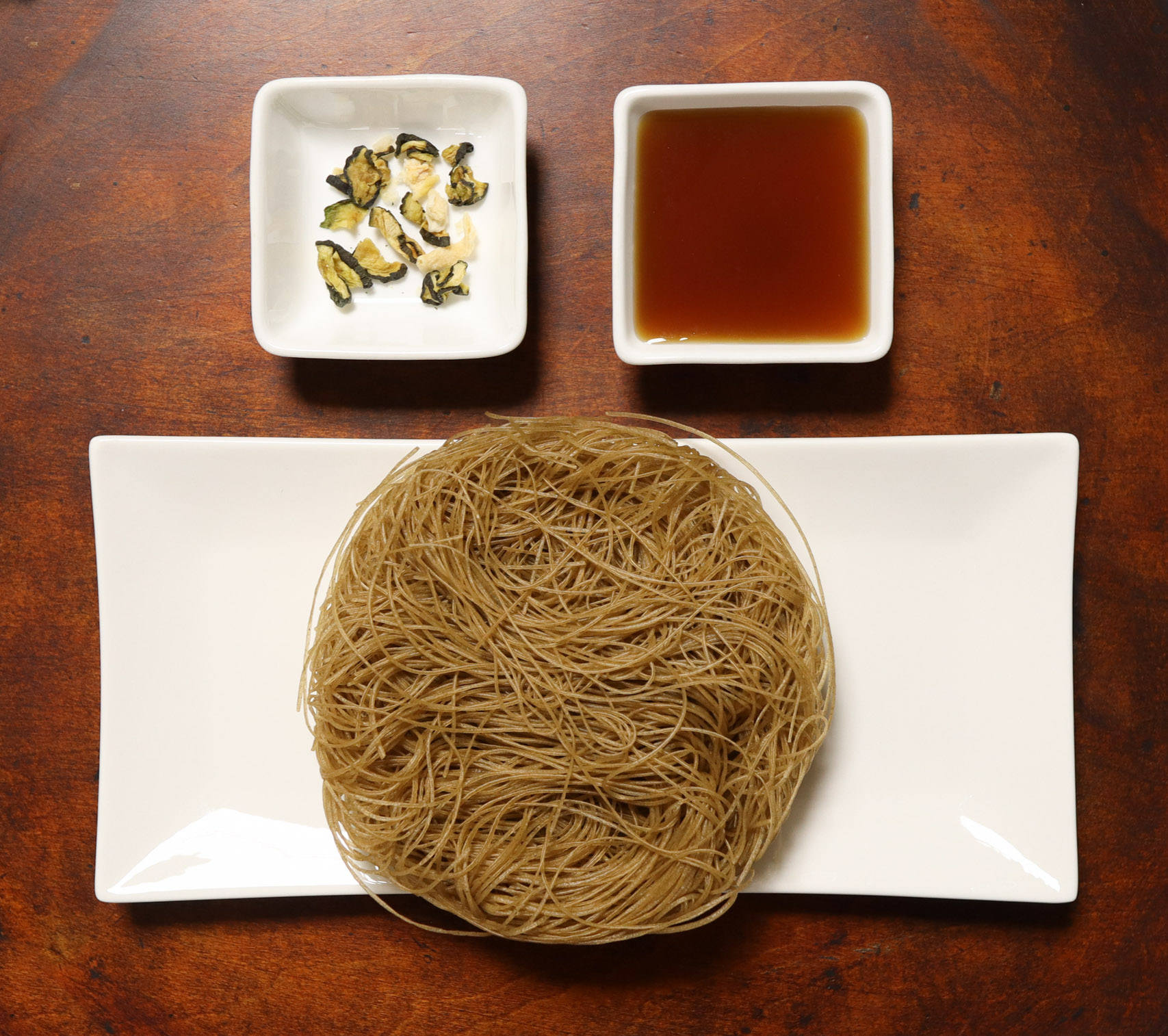
둥지 동치미 물냉면 재료
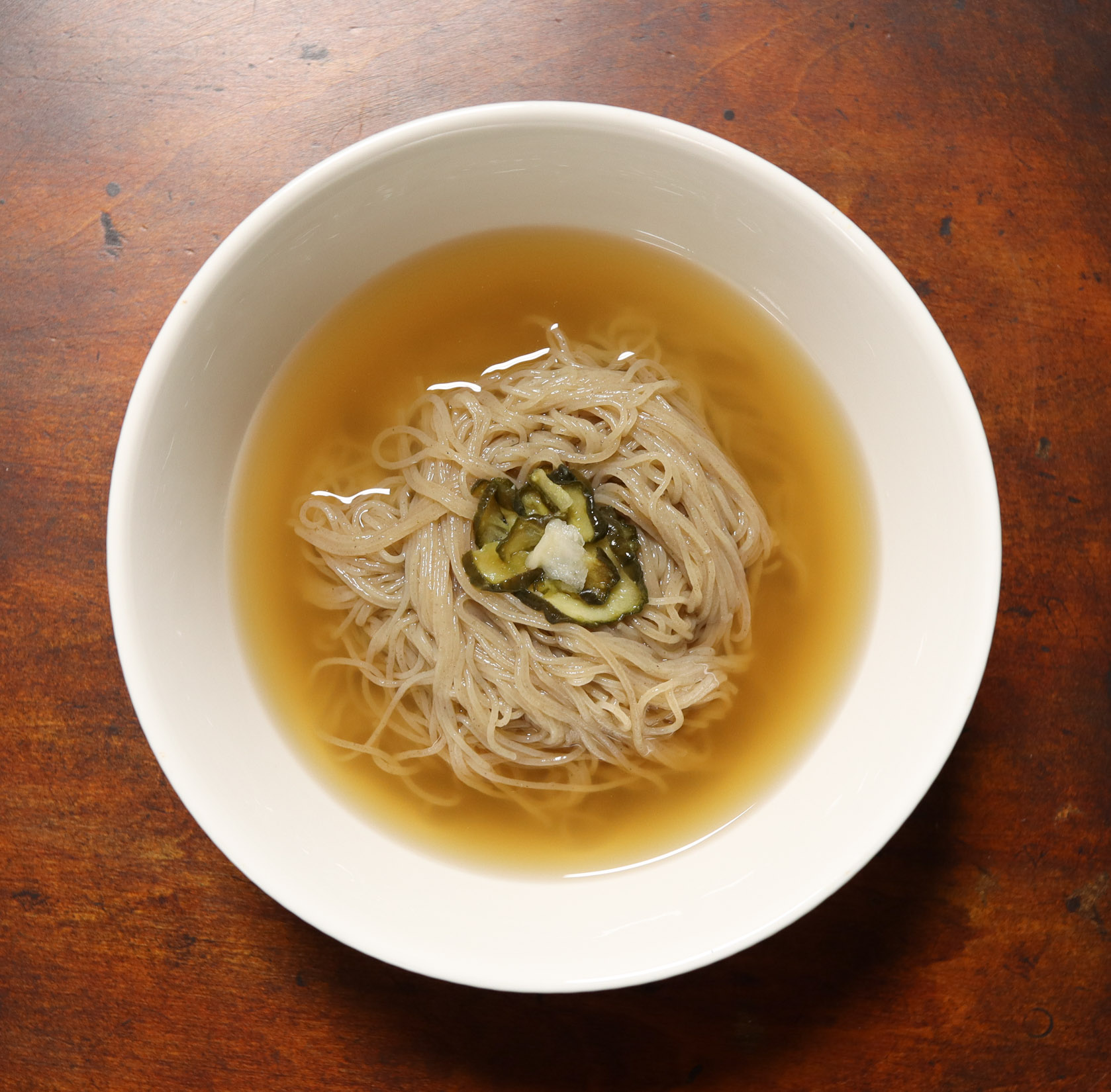
둥지 동치미 물냉면
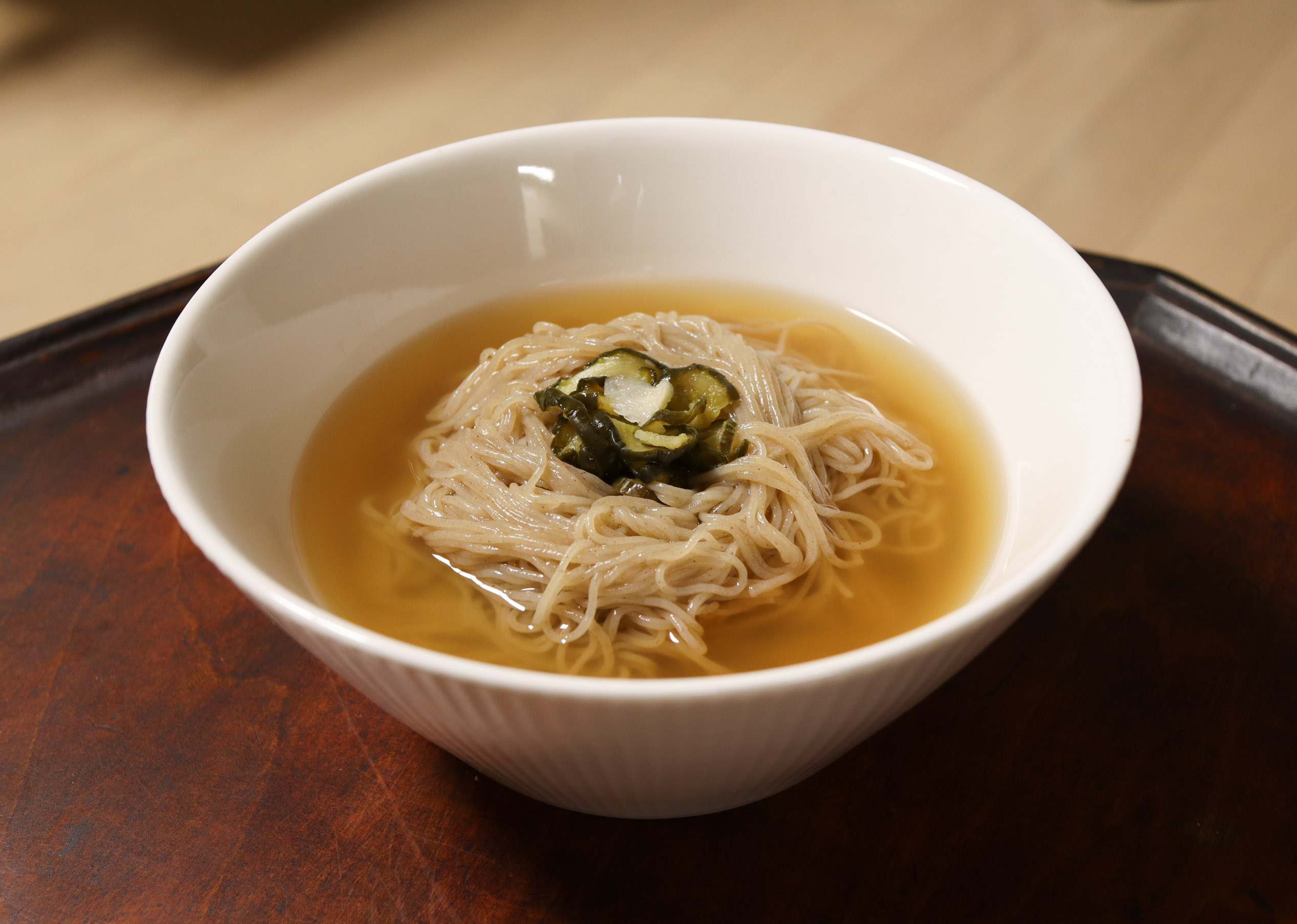
둥지 동치미 물냉면

둥지냉면 - 비빔냉면
2008년 5월 5일에 출시한 인스턴트 비빔냉면 제품이다.

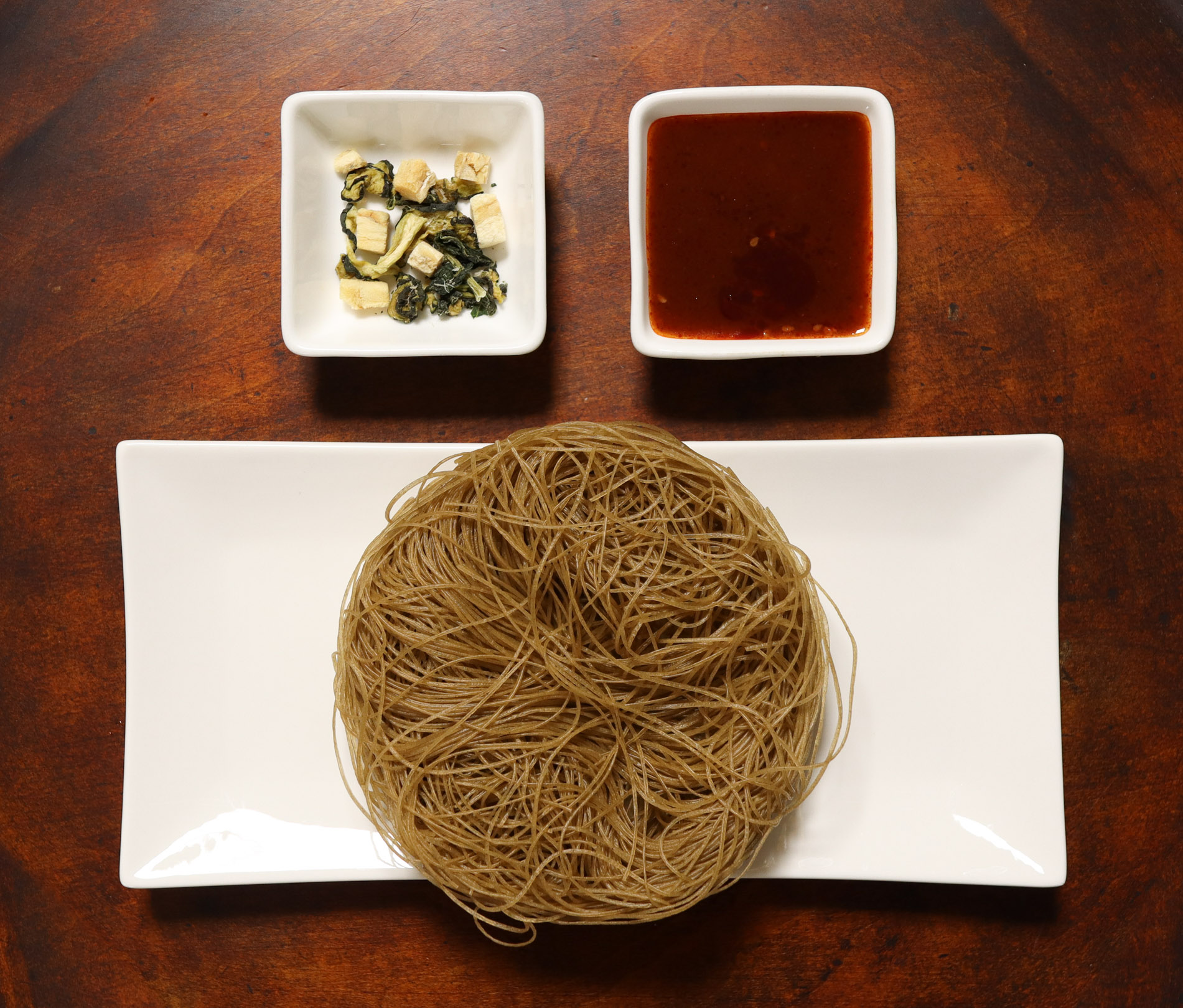
둥지 비빔냉면 재료
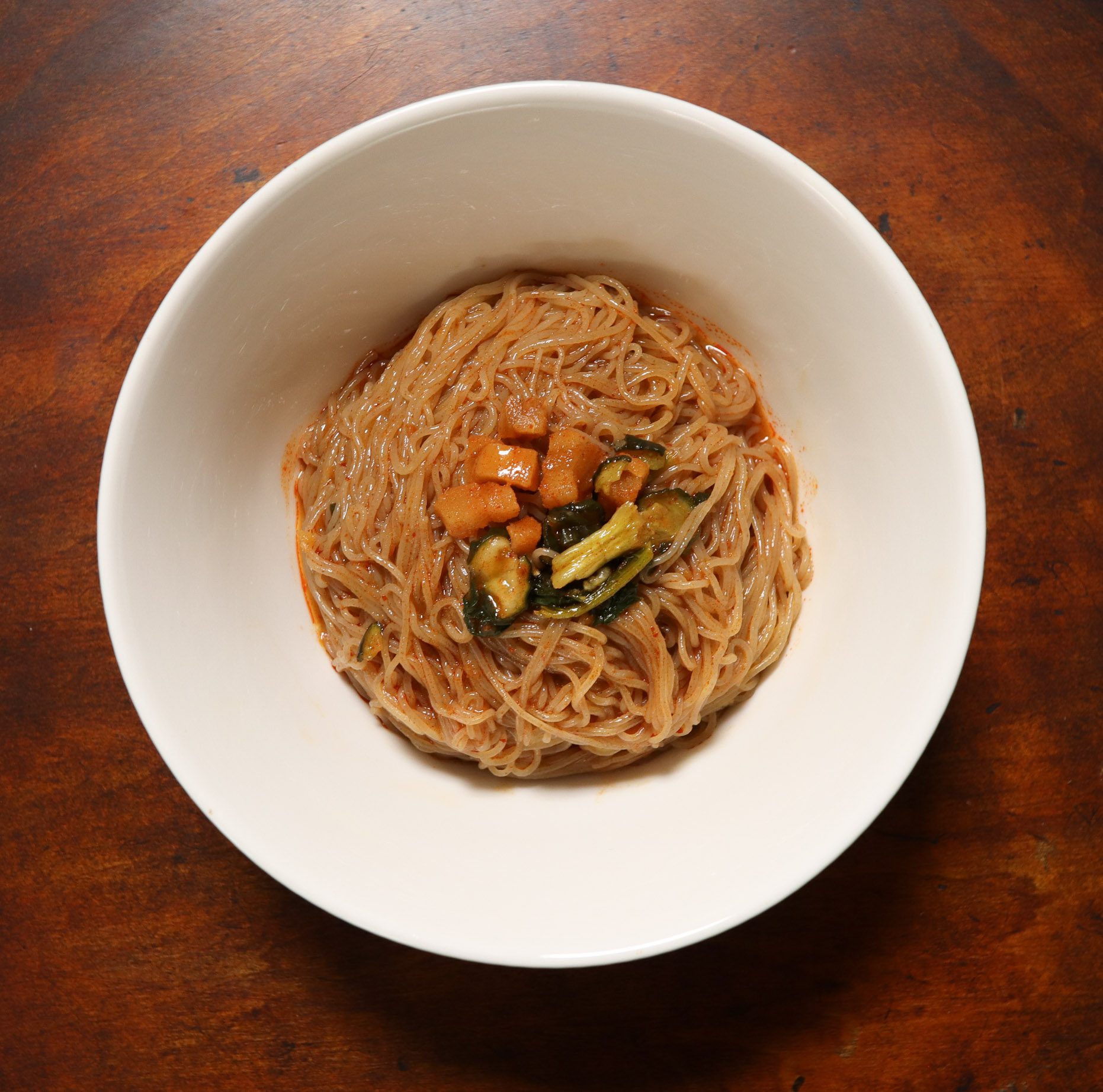
둥지 비빔냉면
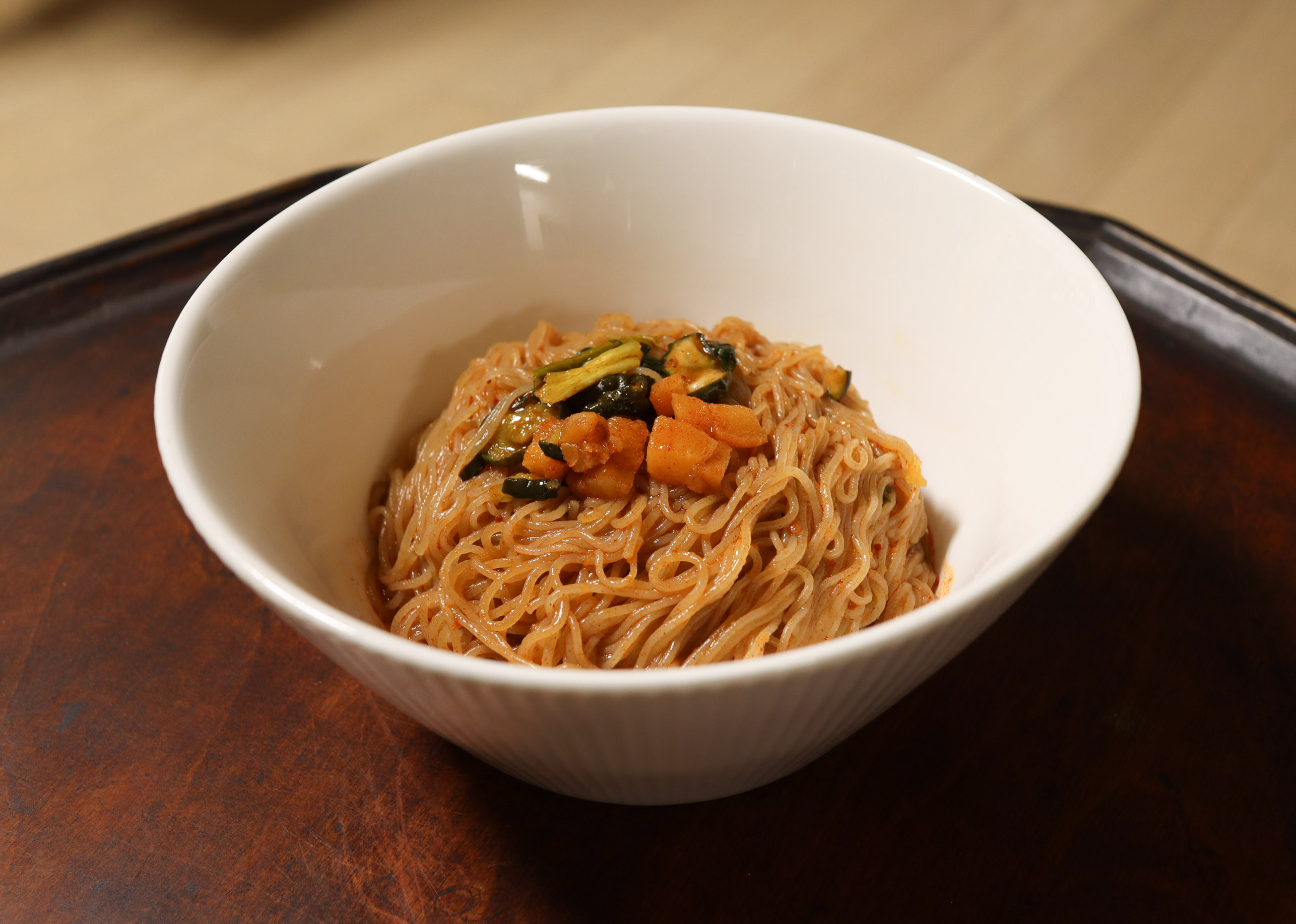
둥지 비빔냉면